# Sparviero-Klasse
| Sparviero/Nibbio-Klasse          | Sparviero/Nibbio-Klasse                          |
| Marina Militare                  | Marina Militare                                  |
| -------------------------------- | ------------------------------------------------ |
| Nibbio (P 421)                   |                                                  |
| Allgemeine Daten                 |                                                  |
| Schiffstyp:                      | Tragflügelboot                                   |
| Marine:                          | Marina Militare                                  |
| Bauwerft:                        | CNR/Fincantieri, Muggiano, La Spezia             |
| Einheiten:                       | 1+6                                              |
| Technische Daten                 |                                                  |
| Besatzung:                       | 10                                               |
| Verdrängung:                     | 62,5 ts                                          |
| Länge:                           | 24,6 m                                           |
| Breite:                          | 12 m                                             |
| Tiefgang:                        | 4,3 m (1,8 m auf Tragflügeln)                    |
| Antrieb:                         | - 1 Gasturbine, 4.500 PS - 1 Dieselmotor, 180 PS |
| Geschwindigkeit auf Tragflügeln: | 50 kn                                            |
| Geschwindigkeit ohne:            | 8 kn                                             |
| Fahrbereich:                     | 750 km bei 45 kn, 2.225 km bei 8 kn              |
| Bewaffnung                       |                                                  |
| Geschütz:                        | 1 × 76 mm Oto Melara                             |
| Antischiffs-Raketen:             | 2 × Otomat von Oto Melara                        |

Die Sparviero (dt. „Sperber“) oder Nibbio-Klasse (dt. „Habicht“) war eine Tragflügelboot-Klasse der italienischen Marine. Die Klasse bestand aus sieben in den 1970er Jahren gebauten Booten:
- Sparviero (P 420) (Prototyp)
- Nibbio (P 421) (Typboot der Nibbio-Klasse)
- Falcone (P 422)
- Astore (P 423)
- Grifone (P 424)
- Gheppio (P 425)
- Condor (P 426)

## Geschichte
Das Tragflügelboot Sparviero wurde Anfang der 1970er Jahre in Zusammenarbeit mit der US Navy auf Basis der amerikanischen USS Tucumcari (PGH-2) sowie eines eingestellten NATO-Tragflügelboot-Projektes entwickelt und 1974 in Dienst gestellt. Auf der Grundlage des Sparviero-Entwurfes entstanden dann von 1977 bis 1984 sechs weitere, etwas modifizierte Boote, die zusammen die Nibbio-Klasse bildeten. Unter dem Begriff „Sparviero-Klasse“ werden oft alle sieben oben genannten Boote gemeint, im engeren Sinn handelt es sich jedoch dabei um ein einziges Boot, dem dann die separate Nibbio-Klasse folgte. Etwa zur gleichen Zeit bauten die Japanischen Maritimen Selbstverteidigungsstreitkräfte die PG-1-Klasse und die United States Navy die größeren Boote der Pegasus-Klasse.
Die Boote der Sparviero- und Nibbio-Klasse hatten eine für ihre geringe Größe enorme Feuerkraft. Sie verfügten über ein 76-mm-Geschütz Oto Melara und zwei Raketenstarter für Otomat-Seezielflugkörper. Sie konnten bis zu 50 Knoten erreichen, hatten bei dieser Geschwindigkeit aber nur eine Reichweite von 500 Kilometern und verursachten im Betrieb vergleichsweise hohe Kosten. Alle Boote wurden in Brindisi (Apulien) stationiert und operierten vorwiegend in der Adria und in der Straße von Otranto sowie in vergleichbaren Meerengen. Die Taktik der dem Tragflügelbootkommando (Comando Squadriglia Aliscafi – COMSQUALI) unterstellten Boote bestand unter anderem darin, sich auf hoher See unter Fischerboote zu mischen und dann Überraschungsangriffe gegen sehr viel größere Kriegsschiffe zu starten. Ein Nachteil der Tragflügelboote war, dass sie nur bei relativ ruhiger See wirksam eingesetzt werden konnten.
Besonderes Interesse weckte die Sparviero-Klasse bei der japanischen Marine, die ursprünglich neun ähnliche Boote des Typs PG 01 in Dienst stellen wollte. Dabei handelte es sich um eine Variante der Sparviero-Klasse. Nachdem man von 1991 bis 1993 drei in Japan gebaute Boote in Dienst gestellt hatte, verzichtete man später zugunsten konventioneller Einheiten auf weitere Exemplare. Auch die italienische Marine stellte ihre Boote Mitte der 1990er Jahre aus Kostengründen und auf Grund der neuen weltpolitischen Lage außer Dienst und beschränkte sich auf konventionelle Patrouillenschiffe und Korvetten.